# Viaduc de Criquebeuf
Le viaduc de Criquebeuf  franchit simultanément la Seine et l'Eure dont les cours, parallèles en ce point, sont séparés par l'île Launy (territoire de Criquebeuf-sur-Seine et Martot). C'est un ouvrage d'art de l'autoroute A13.

## Historique
Le viaduc de Criquebeuf appartient à l'une des sections libres (outre celle de Chaufour-lès-Bonnières (sortie 15) à Gaillon (sortie 17)) : la section de Criquebeuf-sur-Seine (sortie 20) à Maison Brûlée (sortie 24).
Un demi-échangeur constitue l'aménagement complémentaire de début du péage dont la barrière est installée à Heudebouville vers Paris. La qualité du trafic s'en ressent.